# Rivera de los Moriegos
La rivera de los Moriegos, también llamado rivera de los Muriegos o arroyo de Fenoya, es un arroyo que transcurre principalmente por el término municipal de Torregamones (Zamora, España) y desemboca en el río Duero, formando parte del parque natural de Arribes del Duero. Diversos tramos de su cauce están secos durante las épocas más calurosas del año, formándose los característicos cadozos.

## Descripción
Tiene una extensión aproximada de 6 kilómetros. Nace junto al Camino de la Cavada, en el término municipal de Villardiegua de la Ribera, cerca del límite con Torregamones, entrando en este último por el valle de Fenoya. Recibe las aguas de varios regatos y arroyos, entre ellos del regato con origen en la fuente de la Gavia y del arroyo de las Forcas. La rivera concluye su recorrido al alcanzar las abruptas laderas de los arribes, momento en el que vierte sus aguas en el tramo internacional del río Duero, formando para ello una cascada de especial belleza.

## Espacio natural
La rivera es un espacio natural protegido por las figuras del parque natural y de la Red Natura 2000, esta última con las figuras de protección de Lugar de Importancia Comunitaria (LIC) con código ES4150096 y de Zona de Especial Protección para las Aves (ZEPA) con código ES0000118. Toda la zona, pero en especial la zona del arribe, es frecuentada por especies de ave protegidas como son el buitre leonado, la cigüeña negra, el halcón peregrino, el alimoche, la chova piquirroja, el búho real, el águila real y el águila perdicera. Además, también existen varias colonias importantes de murciélagos y es una de las doce «áreas importantes para la herpetofauna española de Castilla y León».

## Ruta de los molinos
Los vecinos de Torregamones construyeron alrededor de una docena de molinos para aprovechar la fuerza motriz de las aguas de la rivera.  Algunos de ellos se conservan, como es el caso de Los Payeros, Los Domingos, Nuevo, Matarranas, La Azurera y Los Luciés. Estos molinos, y otros que se encuentran en ruinas, son uno de los conjuntos etnográficos más característicos de los arribes. Junto a ellos se pueden contemplar pontones, azudes, desvíos y canalizaciones de agua, además de ruedas molineras, engranajes, ejes y todo el instrumental vinculado al uso de los mismos.
El molino de los Lucíes destaca por ser uno de los mejor conservados. Se encuentra situado entre berrocales, en uno de los parajes más agrestes y solitarios de Torregamones. Fue construido con sillarejos de granito de la zona y en su interior mantiene su maquinaria completa, por lo que puede realizar la molienda cuando el caudal de la rivera lo permite.
El recorrido que los une se ha convertido en la denominada "ruta de los molinos" uno de los recursos paisajísticos y etnográficos más relevantes de Torregamones –junto a los chiviteros y el fuerte– y un claro referente del turismo de naturaleza y de la etnografía de la parte zamorana del parque natural de Arribes del Duero. Su recorrido es de apenas 650 metros en los que se pueden ver otras construcciones sorprendentes, talladas sobre el granito por el simple paso del agua o por sus fuertes caídas y remolinos. De entre estos últimos destacan los del enclave de El Bozón.

## Miradores
La rivera con sus molinos puede ser observada desde el mirador de Peña Redonda en Villardiegua, en la parte española, o desde el mirador de «São João dos Arribes» situado en la ladera portuguesa del río Duero, en pleno parque natural del Duero Internacional.